# Rocchetta Nervina
Rocchetta Nervina é uma comuna italiana da região da Ligúria, província de Impéria, com cerca de 259 habitantes. Estende-se por uma área de 15 km², tendo uma densidade populacional de 17 hab/km². Faz fronteira com Apricale, Breil-sur-Roya (FR-06), Dolceacqua, Isolabona, Pigna, Saorge (FR-06).

## Demografia
| Variação demográfica do município entre 1861 e 2011                               |
|                                                                                   |
| Fonte: Istituto Nazionale di Statistica (ISTAT) - Elaboração gráfica da Wikipedia |